# Егоров, Константин Николаевич
Константин Николаевич Егоров — российский метролог, старший инспектор Главной палаты мер и весов, участник Уральской экспедиции Д. И. Менделеева, сын Николая Григорьевича Егорова.

## Биография
Родился в Санкт-Петербурге в семье известного физика Николая Григорьевича Егорова, мать Татьяна Викторовна. Братья будущий врач Николай, первый руководитель акустической лаборатории Главной палаты мер и весов Юрий (умер 04.1942), Борис. Семья проживала по адресу Московский проспект, дом 19.
В студенческие годы своими научными работами был известен ученому миру.
После окончания университета несколько лет служил на заводах.
Константин Николаевич работал инженер—технологом в Главной палаты мер и весов, был трудолюбив, обязательным человеком, надежным помощником. Проживал на Ново-Петергофском. Вместе с Д. И. Менделеевым пополнял «Энциклопедический словарь Брокгауза и Ефрона».

## Чины
Имел следующие гражданские чины:
- губернский секретарь;
- титулярный советник;
- 1917 — коллежский советник.

## Вклад в науку
Летом 1899 года был в составе уральской экспедиции Д. И. Менделеева, что отражено в книге «Уральская железная промышленность в 1899 году».